# Lovehatetragedy
Lovehatetragedy — третий студийный альбом калифорнийской рок-группы Papa Roach, вышедший в июне 2002 года на лейбле DreamWorks.
По сравнению с предыдущим альбомом на Lovehatetragedy, используется гораздо меньше рэпа. Диск разошёлся меньшим тиражом, чем предыдущий «Infest». Альбом достиг максимального уровня продаж в США и ему был присвоен золотой статус от RIAA за тираж более 500 000 экземпляров в июле 2002 года.. По всему миру альбом продался тиражом в 3 000 000 копий. Диск занял #2 в чарте США Billboard 200.
| Совокупная оценка    | Совокупная оценка                                |
| Источник             | Оценка                                           |
| -------------------- | ------------------------------------------------ |
| Metacritic           | 75/100                                           |
| Оценки критиков      |                                                  |
| Источник             | Оценка                                           |
| AllMusic             | [Lovehatetragedy (англ.) на сайте AllMusic link] |
| Blender              | link                                             |
| CANOE                | link                                             |
| Entertainment Weekly | (C+) link                                        |
| The Guardian         | link                                             |
| Melodic.net          | link                                             |
| NME                  | link                                             |
| PopMatters           | link                                             |
| Rolling Stone        | Архивировано 29 марта 2007 года.                 |
| Slant Magazine       | link                                             |

## Список композиций
Слова и музыка всех песен — Джекоби Шэддикс и Тобин Эсперанс, кроме отмеченных.
| №   | Название                                 | Автор(ы)                                 | Длительность |
| --- | ---------------------------------------- | ---------------------------------------- | ------------ |
| 1.  | «M-80 (Explosive Energy Movement)»       | Джекоби Шэддикс, Тобин Эсперанс          | 2:26         |
| 2.  | «Life Is a Bullet»                       | Шэддикс, Эсперанс                        | 4:05         |
| 3.  | «Time and Time Again»                    | Шэддикс, Эсперанс                        | 2:58         |
| 4.  | «Walking Thru Barbed Wire»               | Шэддикс, Эсперанс                        | 3:04         |
| 5.  | «Decompression Period»                   | Шэддикс, Эсперанс, Дэйв Бакнер           | 3:59         |
| 6.  | «Born with Nothing, Die with Everything» | Шэддикс, Эсперанс                        | 3:49         |
| 7.  | «She Loves Me Not»                       | Шэддикс, Эсперанс                        | 3:29         |
| 8.  | «Singular Indestructible Droid»          | Шэддикс, Эсперанс, Бакнер, Джерри Хортон | 3:48         |
| 9.  | «Black Clouds»                           | Шэддикс, Эсперанс, Бакнер                | 4:01         |
| 10. | «Code of Energy»                         | Шэддикс, Эсперанс, Бакнер                | 4:04         |
| 11. | «Lovehatetragedy»                        | Шэддикс, Эсперанс, Хортон                | 3:11         |

| №   | Название                                                                   | Длительность |
| --- | -------------------------------------------------------------------------- | ------------ |
| 12. | «Gouge Away» (кавер-версия песни группы Pixies)                            | 2:07         |
| 13. | «Never Said It»                                                            | 3:05         |
| 14. | «Naked in Front of the Computer» (кавер-версия песни группы Faith No More) | 2:13         |

| №   | Название                                            | Длительность |
| --- | --------------------------------------------------- | ------------ |
| 12. | «Gouge Away» (кавер-версия на песню группы Pixies)  | 2:07         |
| 13. | «Never Said It»                                     | 3:05         |
| 14. | «Between Angels and Insects» (Live Germany (Video)) | 3:54         |
| 15. | «Last Resort» (Live Germany (Video))                | 3:20         |

## Участники записи
Papa Roach
- Джекоби Шэддикс — вокал
- Джерри Хортон — гитара
- Тобин Эсперанс — бас-гитара
- Дэйв Бакнер — барабаны